# Wings de Kalamazoo
Pour l'équipe de la Ligue internationale de hockey, voir Wings de Kalamazoo (LIH).
Les Wings de Kalamazoo  (surnommés également les K-Wings) sont une équipe professionnelle de hockey sur glace basée dans la ville de Kalamazoo, dans l'État du Michigan. Elle évolue en ECHL.

## Historique
Ils ont débuté leurs activités à partir de la saison 2000-2001 après la relocalisation des Kodiaks de Madison  (fondés lors de la saison 1999-2000). Ils sont actuellement membres de la Ligue internationale de hockey qui nouveau nom de l'United Hockey League en 2007 et leur domicile permanent est le Wings Stadium.
Il fut attribué à la franchise actuelle le droit d'utiliser les mêmes noms et logos que la précédente équipe défunte des Wings de Kalamazoo, qui était une équipe membre de la défunte Ligue internationale de hockey de 1973 jusqu'à l'an 2000. L'équipe originale était connue sous le nom des K-Wings du Michigan de 1995 jusqu'à son transfert de relocalisation en 2000. En 2009, elle intègre l'ECHL.
Lorsque vient le temps des fêtes ou lors d'évènements spéciaux, les Wings de Kalamazoo revêtent habituellement un chandail spécial pour cette journée. Cette tradition se perpétue lors de célébrations telles que l'Halloween, le jour de la Saint-Valentin et le jour de la St-Patrick. La "Green Ice Game" (le match de la patinoire verte) (jour de la St-Patrick) est l'une des parties les plus célébrées des ligues mineures de hockey nord-américaines. Cette tradition fut instaurée depuis environ 1982.

## Championnats
| Année     | Ligue | Trophée         |
| --------- | ----- | --------------- |
| 2005-2006 | UHL   | Coupe Coloniale |
| 1979-1980 | LIH   | Coupe Turner    |
| 1978-1979 | LIH   | Coupe Turner    |